# Перейра, Жоэл
Жоэл Диниш Каштру Перейра (порт. Joel Dinis Castro Pereira; 28 июня 1996 года, Ле-Локль, Швейцария) — португальский футболист, вратарь английского клуба «Рединг».

## Клубная карьера
Воспитанник швейцарского клуба «Ксамакс». В 2012 году перешёл в академию английского клуба «Манчестер Юнайтед». В сезоне 2014/15 вместе с командой выиграл молодёжный чемпионат Англии. 13 августа 2015 года продлил контракт с «красными дьяволами».
17 октября 2015 года был отдан в аренду в «Рочдейл» сроком на один месяц. 10 ноября дебютировал за новую команду в поединке против «Моркама» за Трофей Футбольной лиги. Благодаря блестящему дебюту — игрок отбил пенальти и провёл матч на ноль — «Рочдейл» уговорил «Манчестер Юнайтед» продлить аренду до 3 января 2016 года. 21 ноября голкипер дебютировал в первой английской лиге поединком против «Донкастер Роверса», вновь отстояв на ноль. Всего в сезоне за «Рочдейл» провёл шесть поединков.
25 февраля 2016 года впервые попал в заявку «Манчестера» на матч Лиги Европы против датского «Мидтьюлланна». На поле не появлялся.
31 августа 2016 года отправился в аренду в португальский клуб «Белененсиш» до окончания сезона 2016/17. В январе 2017 года он был отозван из аренды, вернувшись в «Манчестер Юнайтед». 29 января 2017 года вратарь дебютировал в основном составе «красных дьяволов», заменив Серхио Ромеро в матче Кубка Англии против «Уиган Атлетик».
21 мая 2017 года дебютировал в Премьер-лиге, выйдя в стартовом составе в матче заключительного тура против «Кристал Пэлас», сохранив свои ворота «сухими».
В августе 2020 года отправился в клуб «Хаддерсфилд Таун» на правах аренды до конца сезона 2020/21.
5 июля 2021 года подписал контракт на один сезон с нидерландским клубом «Валвейк».
9 сентября 2023 года Перейра стал игроком английского «Рединга», заключив контракт на один год.

## Карьера в сборной
Был игроком юношеских сборных Швейцарии различных возрастов. В 2012 году сменил футбольное гражданство на португальское. Был вторым вратарём во всех португальских юношеских командах. 14 июля 2016 года стало известно, что Перейра поедет на летние Олимпийские игры 2016 года в составе сборной Португалии.